# Fabrice Herzog
Fabrice Herzog (* 9. Dezember 1994 in Frauenfeld) ist ein Schweizer Eishockeyspieler, der seit Juli 2021 erneut beim EV Zug aus der Schweizer National League (NL) unter Vertrag steht und dort auf der Position des rechten Flügelstürmers spielt. Zuvor war Herzog bereits für die ZSC Lions und den HC Davos in der Nationalliga aktiv. Sowohl mit den Lions im Jahr 2018 als auch mit Zug vier Jahre später gewann er die Schweizer Meisterschaft.

## Karriere
Herzog verbrachte seine Juniorenzeit zunächst bei seinem Heimatverein EHC Frauenfeld, ehe er im Jahr 2007 zum PIKES EHC Oberthurgau wechselte. Dort war der Stürmer vier Jahre im Nachwuchs aktiv und debütierte schliesslich in der ersten Mannschaft, die in der drittklassigen 1. Liga aktiv war. Daraufhin wurde der EV Zug auf das Talent aufmerksam, der sich seine Dienste im Sommer 2011 sicherte und in den folgenden zwei Spielzeiten hauptsächlich bei seinen Junioren einsetzte. Im Verlauf der Saison 2012/13 debütierte er für den EV Zug in der National League A (NLA). Im Sommer 2013 wurde Herzog in der fünften Runde des NHL Entry Draft 2013 an Gesamtposition 142 von den Toronto Maple Leafs aus der National Hockey League (NHL) ausgewählt.
Zur folgenden Saison wechselte Herzog in die kanadische Juniorenliga Ligue de hockey junior majeur du Québec (LHJMQ) zu den Remparts de Québec, die ihn beim CHL Import Draft an insgesamt 42. Stelle gezogen hatten. Nachdem ihn die Toronto Maple Leafs im April 2014 mit einem Profivertrag ausgestattet hatten, kam er im restlichen Verlauf des Spieljahres zu fünf Spielen für deren Farmteam, die Toronto Marlies, in der American Hockey League (AHL), ehe er im Sommer 2014 zum EV Zug zurückkehrte und dort ein Jahr verbrachte.
Zwischen 2015 und 2019 spielte er für die ZSC Lions, wurde mit diesen im Frühjahr 2018 Schweizer Meister und wechselte zur Saison 2019/20 zum HC Davos. Zur Spielzeit 2021/22 kehrte er erneut zum EV Zug zurück, mit dem er am Saisonende ebenfalls die Meisterschaft gewann.

### International

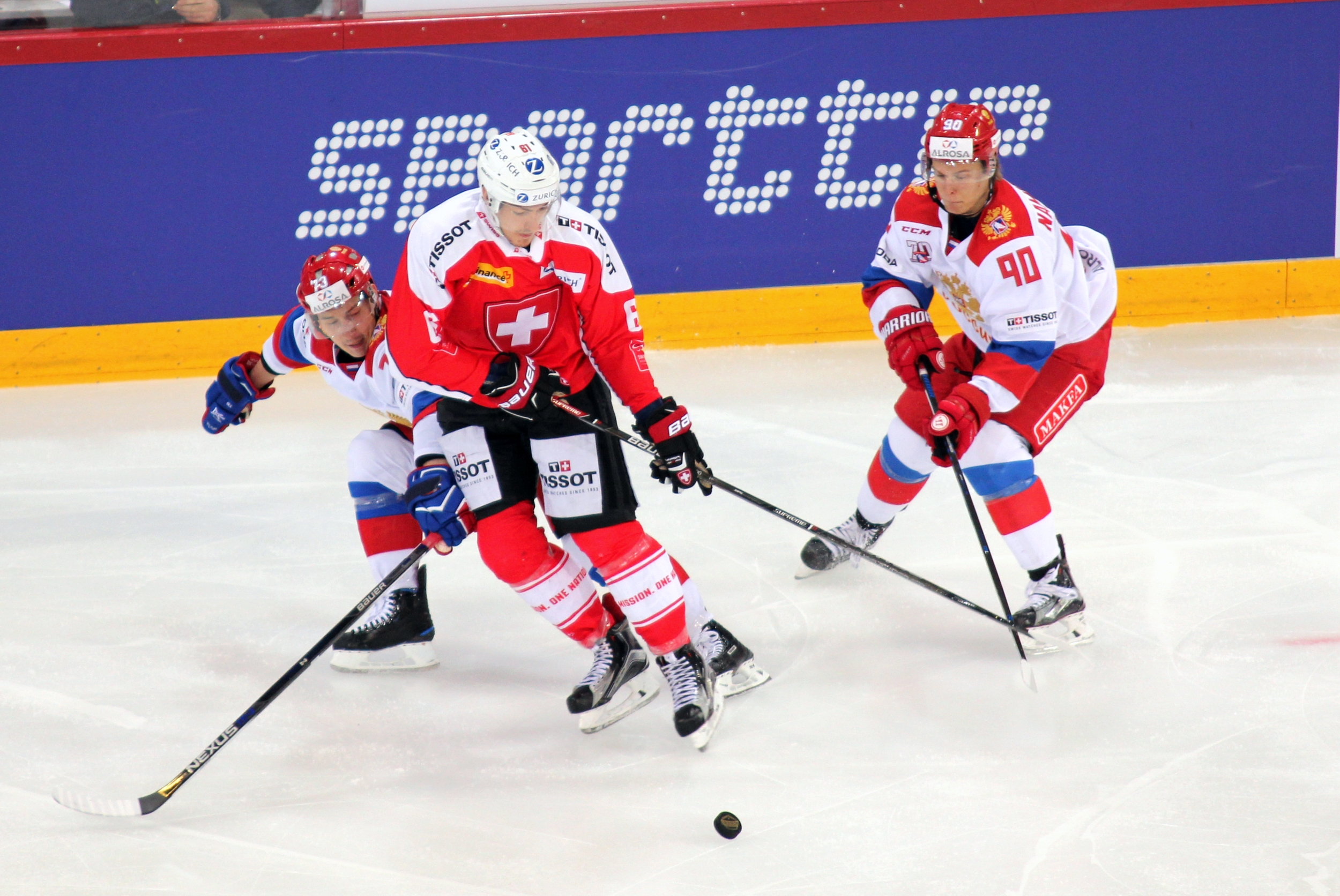
Herzog im Trikot der Schweizer Nationalmannschaft (2017)

Nachdem Herzog im Juniorenbereich bei der U18-Junioren-Weltmeisterschaft 2012 und U20-Junioren-Weltmeisterschaft 2014 für den Schweizer Nachwuchs aufgelaufen war, absolvierte er mit der Weltmeisterschaft 2017 sein erstes großes Turnier für die A-Nationalmannschaft. Es folgten weitere Teilnahmen in den Jahren 2021, 2022 und 2023, ehe er bei den Welttitelkämpfen 2024 den Gewinn der Silbermedaille feierte. Damit war er an einem der grössten Erfolge der Schweizer Eishockey-Geschichte beteiligt. Des Weiteren gehörte Herzog zu den Schweizer Aufgeboten bei den Olympischen Winterspielen 2018 in Pyeongchang und 2022 in Peking.

## Erfolge und Auszeichnungen
- 2016 Schweizer Cupsieger mit den ZSC Lions
- 2018 Schweizer Meister mit den ZSC Lions
- 2022 Schweizer Meister mit dem EV Zug

### International
- 2024 Silbermedaille bei der Weltmeisterschaft

## Karrierestatistik
Stand: Ende der Saison 2024/25

### International
Vertrat die Schweiz bei:
| - U18-Junioren-Weltmeisterschaft 2012 - U20-Junioren-Weltmeisterschaft 2014 - Weltmeisterschaft 2017 - Olympischen Winterspielen 2018 - Weltmeisterschaft 2021 | - Olympischen Winterspielen 2022 - Weltmeisterschaft 2022 - Weltmeisterschaft 2023 - Weltmeisterschaft 2024 |

(Legende zur Spielerstatistik: Sp oder GP = absolvierte Spiele; T oder G = erzielte Tore; V oder A = erzielte Assists; Pkt oder Pts = erzielte Scorerpunkte; SM oder PIM = erhaltene Strafminuten; +/− = Plus/Minus-Bilanz; PP = erzielte Überzahltore; SH = erzielte Unterzahltore; GW = erzielte Siegtore; 1 Play-downs/Relegation; Kursiv: Statistik nicht vollständig)